# Starhenge
Starhenge is het zesde studioalbum van Mooch, zijnde Stephen Palmer. Het is de thematische opvolger van Postvorta. Centrale man is Dr. Strangelight, een vriend van Albert Einstein die zijn geest zo verruimt, dat hij zweeft in ruimte en tijd.
Bij uitgifte van het album op compact disc bleek dat er 10 minuten verdwenen waren van de laatste track. Een opmerking van de baas van Taste Records, dat het uiteindelijk toch geen verschil maakte zorgde voor een breuk met dat platenlabel.

## Musici
- Stephen Palmer – gitaar, toetsinstrumenten, effecten
- Gary Lewin – toetsinstrumenten
- Carl Lewin – toetsinstrumenten
- Phil Watson – toetsinstrumenten
- Paul Coates - effecten

## Muziek
| Nr. | Titel                                | Duur  |
| --- | ------------------------------------ | ----- |
| 1.  | Catal Huyuk                          | 3:22  |
| 2.  | Starhenge                            | 15:45 |
| 3.  | Osiris                               | 4:43  |
| 4.  | Culture                              | 23:32 |
| 5.  | Abu Hureya                           | 15:37 |
| 6.  | Dr. Strangelight (joint composition) | 2:27  |